# Moisville
Moisville ist eine französische Gemeinde mit 233 Einwohnern (Stand 1. Januar 2022) im Département Eure in der Region Normandie (vor 2016 Haute-Normandie). Sie gehört zum Arrondissement Évreux und zum Kanton Verneuil d’Avre et d’Iton. Die Einwohner werden Moisvillois und Moisvilloises genannt.

## Geographie
Moisville liegt etwa 20 Kilometer südlich von Évreux. Umgeben wird Moisville von den Nachbargemeinden Mesnils-sur-Iton im Westen und Norden, Chavigny-Bailleul im Norden und Nordosten, Coudres im Osten sowie Marcilly-la-Campagne im Osten und Süden.
Durch die Gemeinde führt die Route nationale 154. 

## Bevölkerungsentwicklung
| Jahr                       | 1962 | 1968 | 1975 | 1982 | 1990 | 1999 | 2010 | 2020 |
| Einwohner                  | 150  | 158  | 170  | 148  | 151  | 167  | 175  | 229  |
| Quellen: Cassini und INSEE |      |      |      |      |      |      |      |      |

## Sehenswürdigkeiten
- Kirche Saint-Martin aus dem 13. Jahrhundert
- Herrenhaus im Weiler Bières im 18. Jahrhundert restauriert

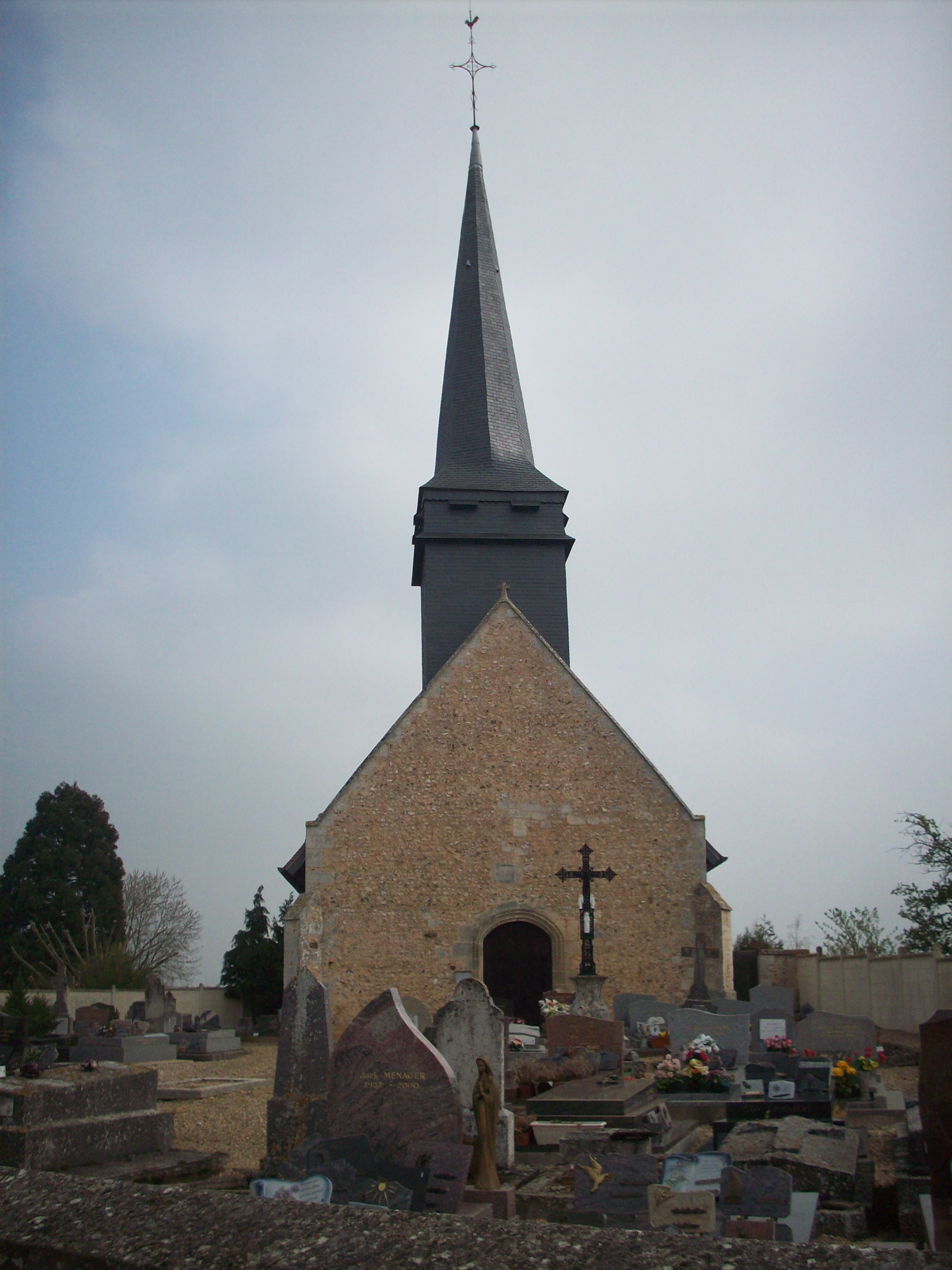
Kirche Saint-Martin
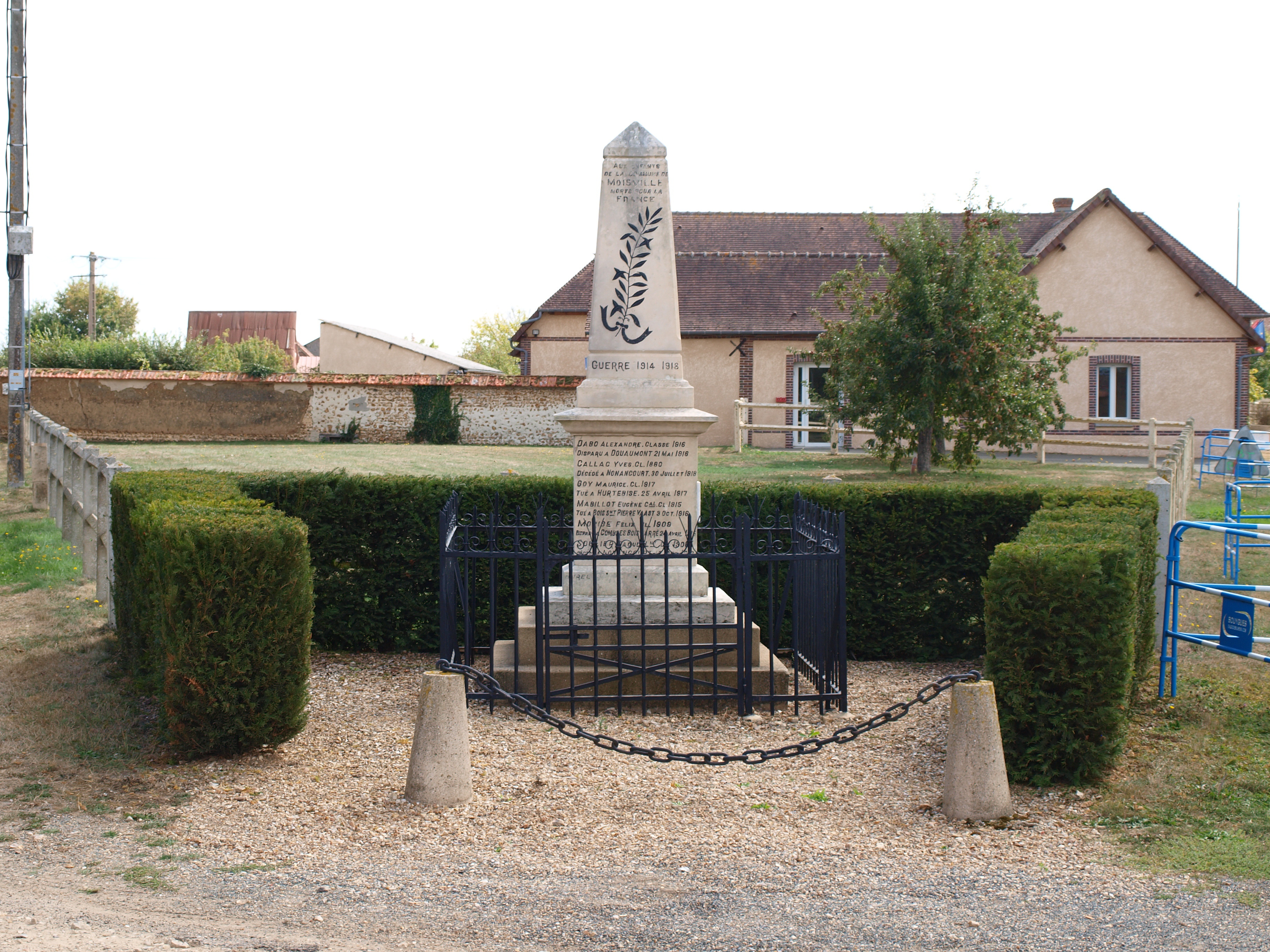
Gefallenendenkmal

## Trivia
Paul Celan besaß hier in den 1950er und 1960er Jahren ein Haus.